# Heinrich von Brühl

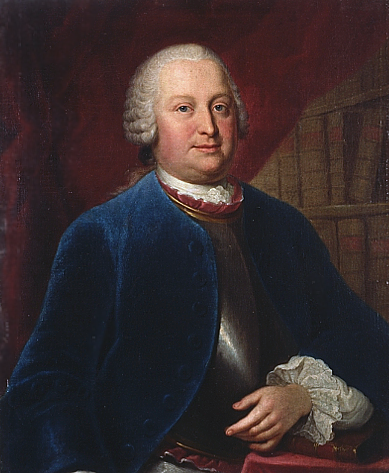
Heinrich von Brühl.

Heinrich von Brühl, född 13 augusti 1700 i Weissenfels, död 28 oktober 1763 i Dresden, var en tysk riksgreve och sachsisk minister. Han var far till Alois Friedrich von Brühl och farfar till Carl von Brühl.
von Brühl var 1719 page vid Dresdenhovet, och vann August II:s ynnest och befordrades snabbt. Han blev 1731 direktör för inrikesdepartementet, och verkligt geheimeråd. Efter Augusts död 1733 lyckade Brühl spela de polska riksregalierna i den nye kurfurstens händer och verkade även på annat sätt för dennes val till kung i Polen, och belönades med kammarpresidentbefattningen och generalinspektoratet över samtliga statskassor, blev samma år kabinettsminister för civilärenden och kom i åtnjutande av August III:s obegränsade förtroende. År 1737 blev han chef för krigsdepartementet, 1738 för utrikesdepartementet; 1746 premiärminister.
Sin popularitet hos regenten till trots var hans ekonomiska sinne inte det bästa. Under hans styre försämrades statens finanser drastiskt, medan han slösade stora summor på hovets nöjen och Dresdens förskönande. von Brühl var också den som drog in kungen i sjuårskriget. Själv skaffade han sig ofantliga inkomster. Vid August III:s död tvingades han nedlägga alla sina ämbeten, och avled kort därefter. En undersökning efter hans död visade att han förskingrat över 5 300 000 taler av statens pengar.
von Brühl hade ett stort konstintresse, och lät uppföra en rad ståtliga byggnader i Dresden, däribland den Brühlska terrassen. Han lät även bygga upp en större tavelsamling, som senare inköptes av Katarina II. Hans stora boksamling på runt 62 000 band förvärvades av Landesbibliothek i Dresden.